# 435 aC
El 435 aC va ser un any del calendari romà prejulià.

## Esdeveniments
- Disputa entre les ciutats de Corint i Còrcira per Epidamne que es va originar quan els oligarques d'Epidaure, enderrocats per una revolta i enviats a l'exili, van voler tornar a governar aquella ciutat. Corint va donar suport als oligarques i Còrcira als demòcrates segons explica Tucídides amb detall. Còrcira va derrotar Corint davant del promontori de Leucimme,[1] i encara que segons aquest historiador va ser un dels detonants de la guerra del Peloponnès, no es coneix el resultat final del conflicte.[2]
- Estàtua de Zeus a Olímpia, una figura gegant sedent, d'uns 12,4 metres d'alçada,[3] feta per l'escultor grec Fídies cap al 435 aC al santuari d'Olímpia, i erigit al temple de Zeus.[4]
- La República Romana derrota la ciutat de Veios en la presa de Fidenes. Quint Servili Prisc Fidenat, després d'un incident a principis de l'any 435 aC quan els habitants de Fidenes van entrar en territori romà i el va assolar, va ser nomenat dictador pel Senat. Servili Prisc va nomenar magister equitum a l'antic cònsol Pòstum Ebuci Helva Còrnicen.[5]
- Aquell any van ser elegits cònsols a Roma Gai Juli Jul i Luci Virgini Tricost.

## Naixements
- Evàgores I, rei de Salamina de Xipre (data aproximada).[6]